# Sauméjan
Sauméjan (okzitanisch: Saut Mejan) ist eine französische Gemeinde mit 87 Einwohnern (Stand: 1. Januar 2022) im Département Lot-et-Garonne in der Region Nouvelle-Aquitaine (vor 2016: Aquitanien). Sie gehört zum Arrondissement Nérac und zum Kanton Les Forêts de Gascogne. Die Einwohner werden Sauméjanais genannt.

## Geografie
Die Gemeinde Sauméjan liegt in den Wäldern der Landes de Gascogne, zwölf Kilometer südwestlich von Casteljaloux. Die südwestliche Gemeindegrenze bildet der Fluss Ciron. Umgeben wird Sauméjan von den Nachbargemeinden Pindères im Norden, Pompogne im Nordosten und Osten, Houeillès im Südosten und Süden sowie Allons im Süden und Westen.

## Bevölkerungsentwicklung
| Jahr                       | 1962 | 1968 | 1975 | 1982 | 1990 | 1999 | 2006 | 2013 | 2022 |
| Einwohner                  | 86   | 58   | 52   | 52   | 68   | 68   | 76   | 80   | 87   |
| Quellen: Cassini und INSEE |      |      |      |      |      |      |      |      |      |

## Sehenswürdigkeiten
- Kirche Saint-Laurent
- Haus Bernine, seit 2003 Monument historique

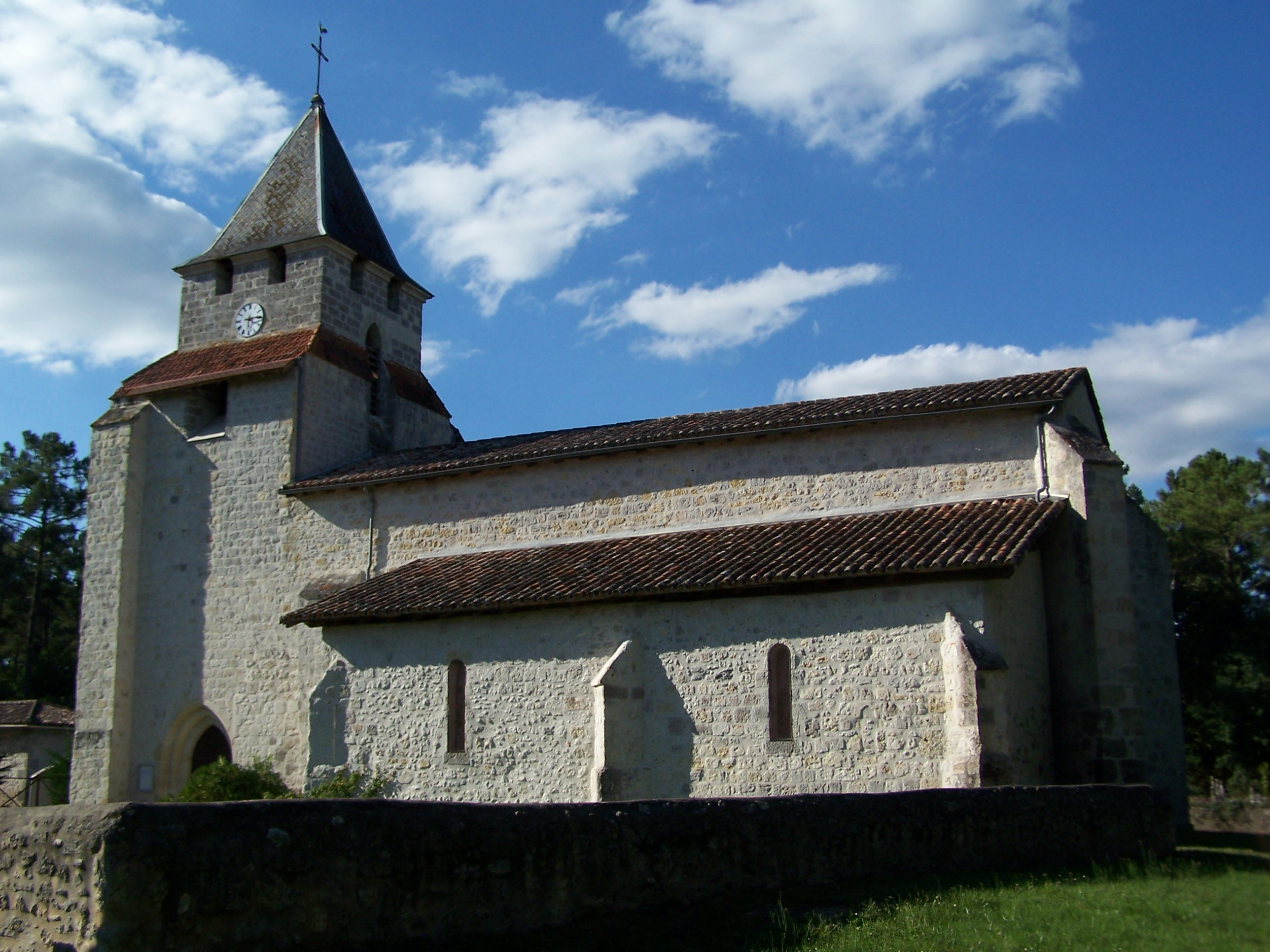
Kirche Saint-Laurent
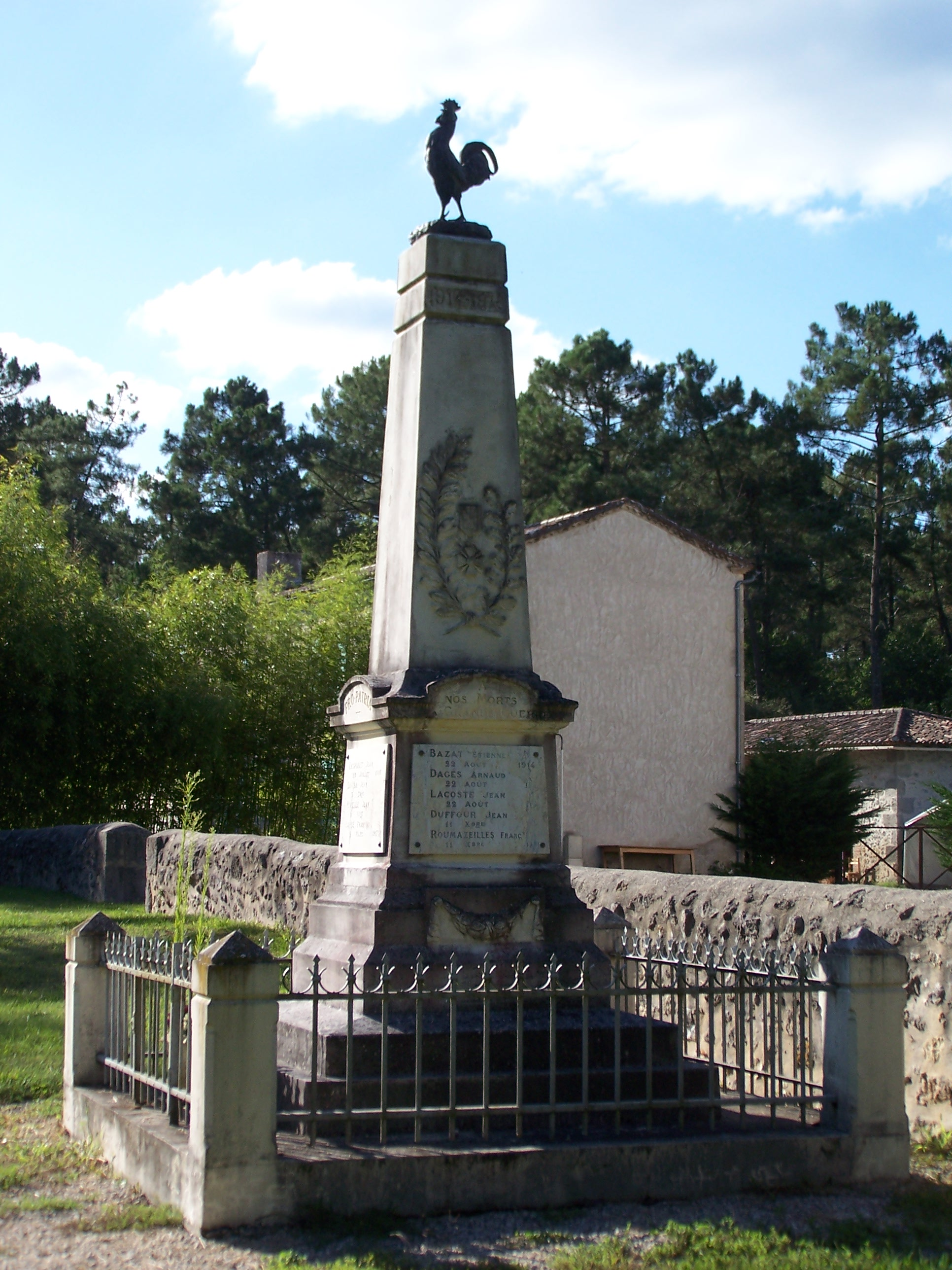
Gefallenendenkmal